# Hundertwasserhaus

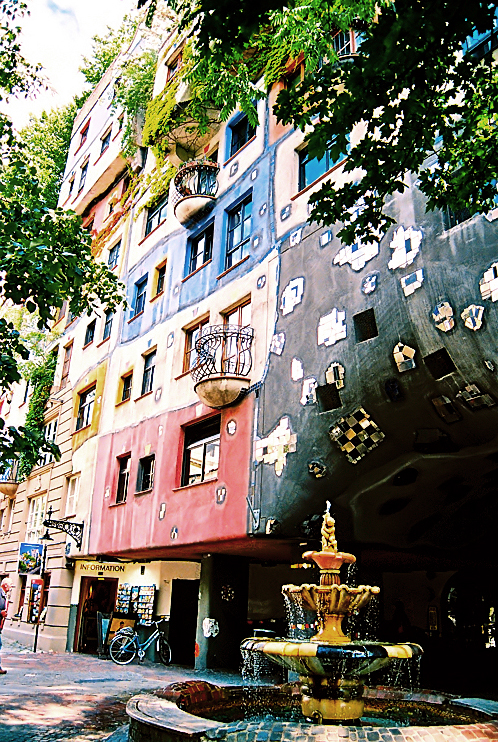
La casa vista dal davanti

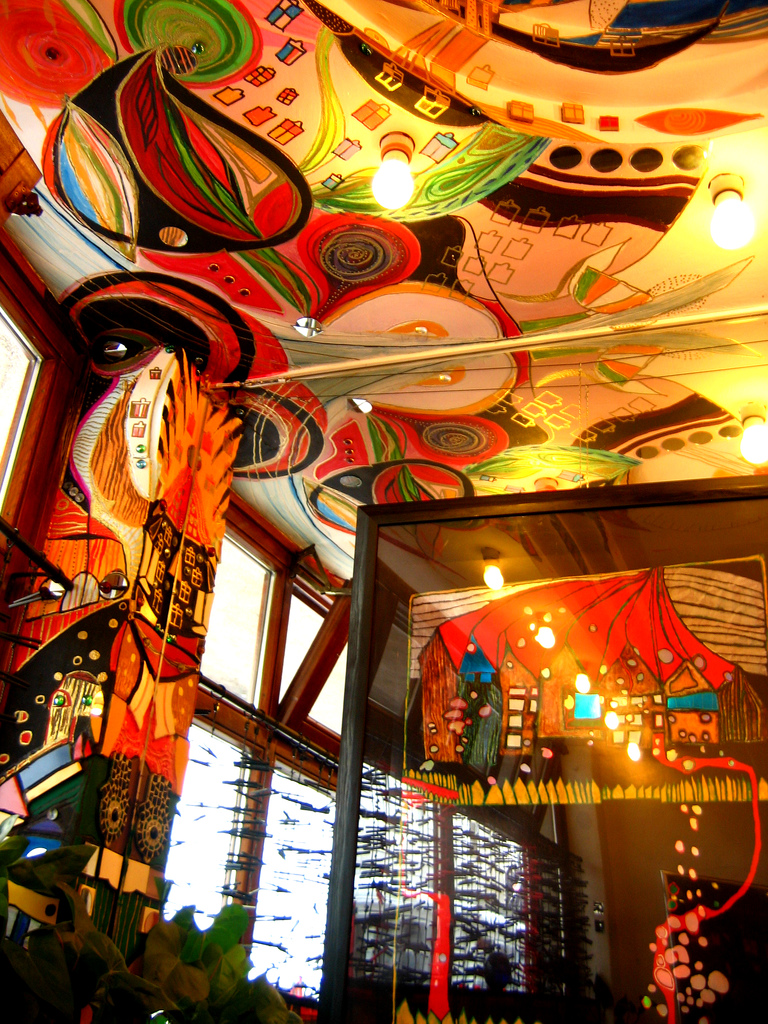
Interno

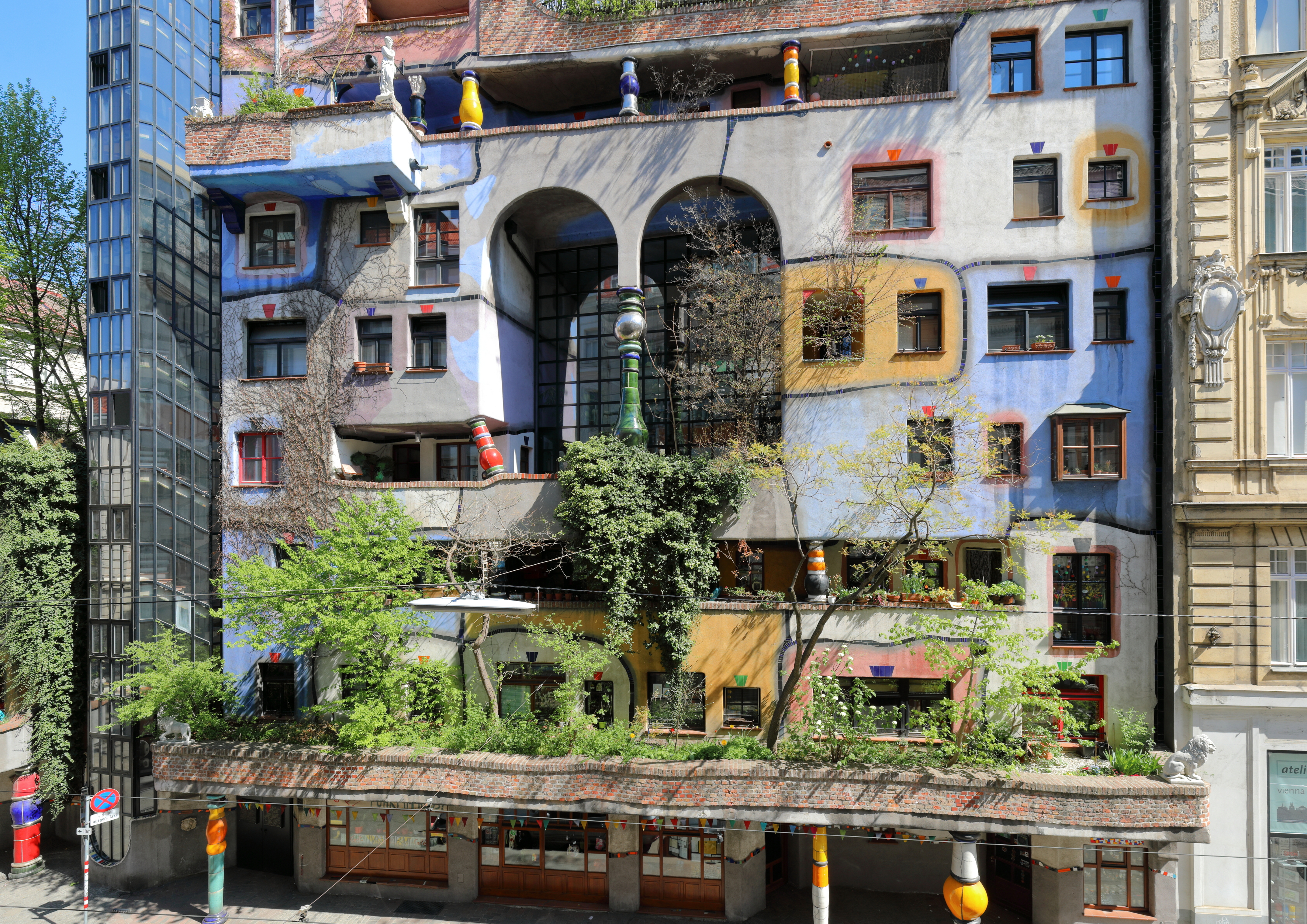
Vista anteriore del palazzo

Hundertwasserhaus (in italiano casa di Hundertwasser) è un complesso di case popolari costruite nel 1986 a Vienna dall'architetto e artista Friedensreich Hundertwasser. Si trova nel quartiere di Landstraße, a est del centro della città.

## Info
L'artista ha voluto infondere allegria e gioia di vivere ai 52 appartamenti delle persone meno abbienti della città, costruendo le varie strutture usando linee morbide. In tutto il complesso non vi sono infatti spigoli vivi. Le facciate sono dipinte a colori vivaci e decorate con ceramiche colorate.
In ogni terrazza vi sono giardini pensili che servono a portare il verde in ogni abitazione. La creazione di questi ultimi, in particolare, è un chiaro riferimento ad uno dei concetti chiave dell'artista, secondo cui tutto ciò che si espande in orizzontale appartiene alla natura e tutto ciò che si innalza al cielo, all'uomo. 
Molti materiali utilizzati, come, ad esempio, le ceramiche delle decorazioni delle facciate, sono di recupero.
Le case di Hundertwasser sono diventate una vera e propria attrazione turistica e attirano ogni anno migliaia di turisti tant'è che sono sorti negozietti, bar, chioschi e caffetterie nelle immediate vicinanze.

Nella galleria di Hundertwasserhaus ci si può soffermare per assaporare un caffè (osservando il ruscello che scende dalla parete attraversando tutto il bancone) o gustare qualche specialità tipica viennese.
Perfino i servizi igienici sono in stile, infatti fanno parte delle Toilet of modern art dove ceramiche decorative, fontane e colori sgargianti rendono allegro e piacevole anche questo ambiente.
Ad oggi la struttura è interamente gestita dal comune di Vienna che mette in affitto i 50 interni al prezzo di 5 euro al metro quadro. Il comune, previ controlli, verifica la reale necessità della famiglia e predilige quei nuclei in cui è presente un individuo particolarmente interessato ed attivo nel mondo artistico contemporaneo.